# Tygelsjö vång
Tygelsjö vång is een wijk in het stadsdeel Limhamn-Bunkeflo van de Zweedse stad Malmö. De wijk telt 188 inwoners (2013) en heeft een oppervlakte van 6,68 km². Tygelsjö vång bestaat voornamelijk uit landbouwgrond. Wel is er aan de rand van de wijk een gevangenis te vinden.